# Caamora
Caamora is een samenwerkingsverband (project) van de Britse toetsenist Clive Nolan en de Poolse zangeres Agnieszka Swita.

## Geschiedenis
Het samenwerkingsverband kwam in 2005 tot stand in aanloop naar de compositie en opname van het album She. Voordat het album uitgegeven was, promootte men deze rockopera annex rockmusical al door de uitgifte van ep's en optredens. Na de uitgave van She kwam het bericht dat men bezig was met opnamen van een nieuw album.

## Discografie
- 2006: Closer (ep)
- 2007: Walk on Water (ep)
- 2007: Ambrace (ep)
- 2008: She
- 2008: Journey's End
- 2013: Alchemy